# 바르톨로메 데 라스 카사스
바르톨로메 데 라스 카사스(스페인어: Bartolomé de las Casas [baɾtoloˈme ðe las ˈkasas][*]: 1484년경-1566년 7월 18일)는 스페인 태생의 도미니크회 소속의 성직자로서 중남미 대륙에 있는 스페인 식민지에서 선교와 인디언 인권보호를 위해 활동하였다. 치아파스의 초대 임명주교를 역임했으며, 공식적으로 "인디언의 보호자"로 서임되었다. 그는 유럽의 미주대륙 식민화 제1세대의 동시대인으로서 방대한 기록을 남겼다. 대표작으로 『인디언 파괴에 대한 짧은 보고서』 등이 있다.
1502년, 18세가 된 라스 카사스는 아버지와 함께 아메리카 대륙으로 이주하여, 여러 차례 전투에 참여하여 공을 세우고 그 대가로 시바오(Cibao) 지역에 땅을 받았을 뿐 아니라, 수십 명의 노예를 거느린 농장 경영자가 되었다. 잠시 스페인으로 돌아와 신학을 공부하였고 사제가 된 후에는 ‘군종 사제’로 전투에 참가하여 원주민들을 노예로 사로잡는데 적극적으로 임하는 등 당대 유럽의 정복자들과 동일한 생활을 이어나갔다.
아메리카 원주민에 대한 식민지 개척자들의 학대에 대해 무관심으로 일관했으나 회심을 하는 사건이 벌어진후 반대하는데 앞장서게 되었다. 그는 많은 저술활동을 통해 스페인 정복자들이 원주민에게 저지르는 잔혹행위를 고발했다.
1517년, 그는 원주민을 보호하여 전멸을 막고 대신에 부족한 노동력을 보충하기 위해서 아프리카 흑인 노예들의 활용을 제안했다. 나중에 그는 노예 제도의 두 형태를 똑같이 잘못되었다고 생각하면서 이 입장을 철회했다. 그러나 20세기에 그는 대서양 노예 무역의 창시자 중 한 명으로 비판 받기도 했다.  
1522년에 그는 베네수엘라 해안에서 새로운 종류의 평화 식민주의를 시작하려고 했지만 이 벤처 기업은 실패했다. 라스 카사스는 도미니카 교단에 들어가 10년 동안 공적인 삶을 떠나 수사가 되었다. 이후 그는 중앙 아메리카로 여행하여 과테말라 마야의 선교사로 활동하고 식민지 교회인들 사이에서 원주민들을 기독교 신앙에 어떻게 데려오는 것이 가장 좋은지에 대한 토론에 참여했다.